# Cylindrophis opisthorhodus
Cylindrophis opisthorhodus är en ormart som beskrevs av Boulenger 1897. Cylindrophis opisthorhodus ingår i släktet cylinderormar och familjen Cylindrophiidae. Inga underarter finns listade i Catalogue of Life.
Denna orm förekommer i Indonesien på öarna Lombok, Sumbawa, Flores och Komodo.